# Salcedo (República Dominicana)
Salcedo es la ciutat capital de la província Hermanas Mirabal de la República Dominicana. És el lloc de naixement de les germanes Mirabal, qui van lluitar contra el dictador Rafael Trujillo. Salcedo es troba al vall Cibao, sud de la Cordillera Septentrional. Té una àrea total de 432.95 km² amb un únic districte municipal: Jamao Afuera. En el lloc on és ara la ciutat de Salcedo hi havia una ciutat molt petita amb el nom de Juana Núñez. Va ser fet un Puesto cantonal (antiga categoria ara anomenada Districte Municipal) el 1880 com a part de la vella província La Vega. Amb la creació de la província Espaillat el 1885, Juana Núñez va ser feta part d'aquesta província. El 1891, el seu nom va ser canviat de Juana Núñez al present Salcedo. Salcedo va ser convertit en municipi el 1905 i, quan la província Salcedo (ara Hermanas Mirabal) va ser creada el 1952, es convertí en la capital d'aquesta província.